# Dendronephthya masoni
Dendronephthya masoni är en korallart som beskrevs av Henderson 1909. Dendronephthya masoni ingår i släktet Dendronephthya och familjen Nephtheidae. Inga underarter finns listade i Catalogue of Life.